# Xenochlorodes xina
Xenochlorodes xina är en fjärilsart som beskrevs av Louis Beethoven Prout 1916. Xenochlorodes xina ingår i släktet Xenochlorodes och familjen mätare. Inga underarter finns listade i Catalogue of Life.